# Schwarzau am Steinfeld
Schwarzau am Steinfeld osztrák község Alsó-Ausztria Neunkircheni járásában. 2019 januárjában 2016 lakosa volt. 

## Elhelyezkedése

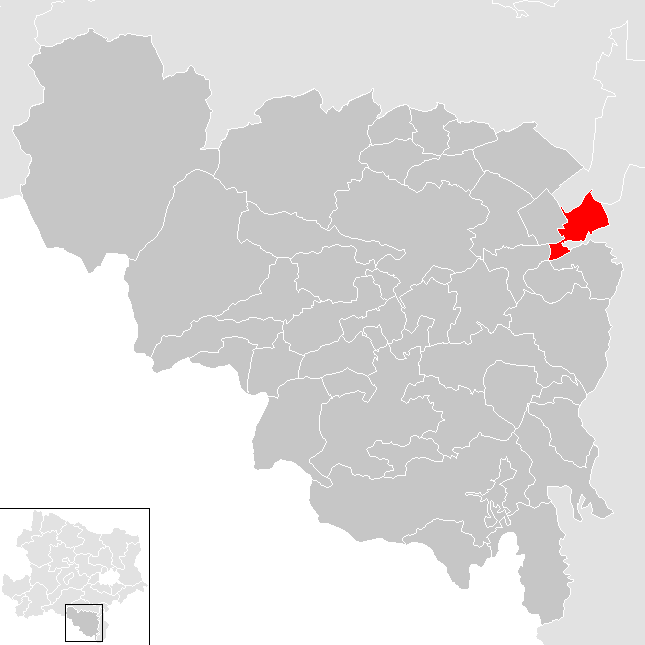
Schwarzau am Steinfeld a Neunkircheni járásban

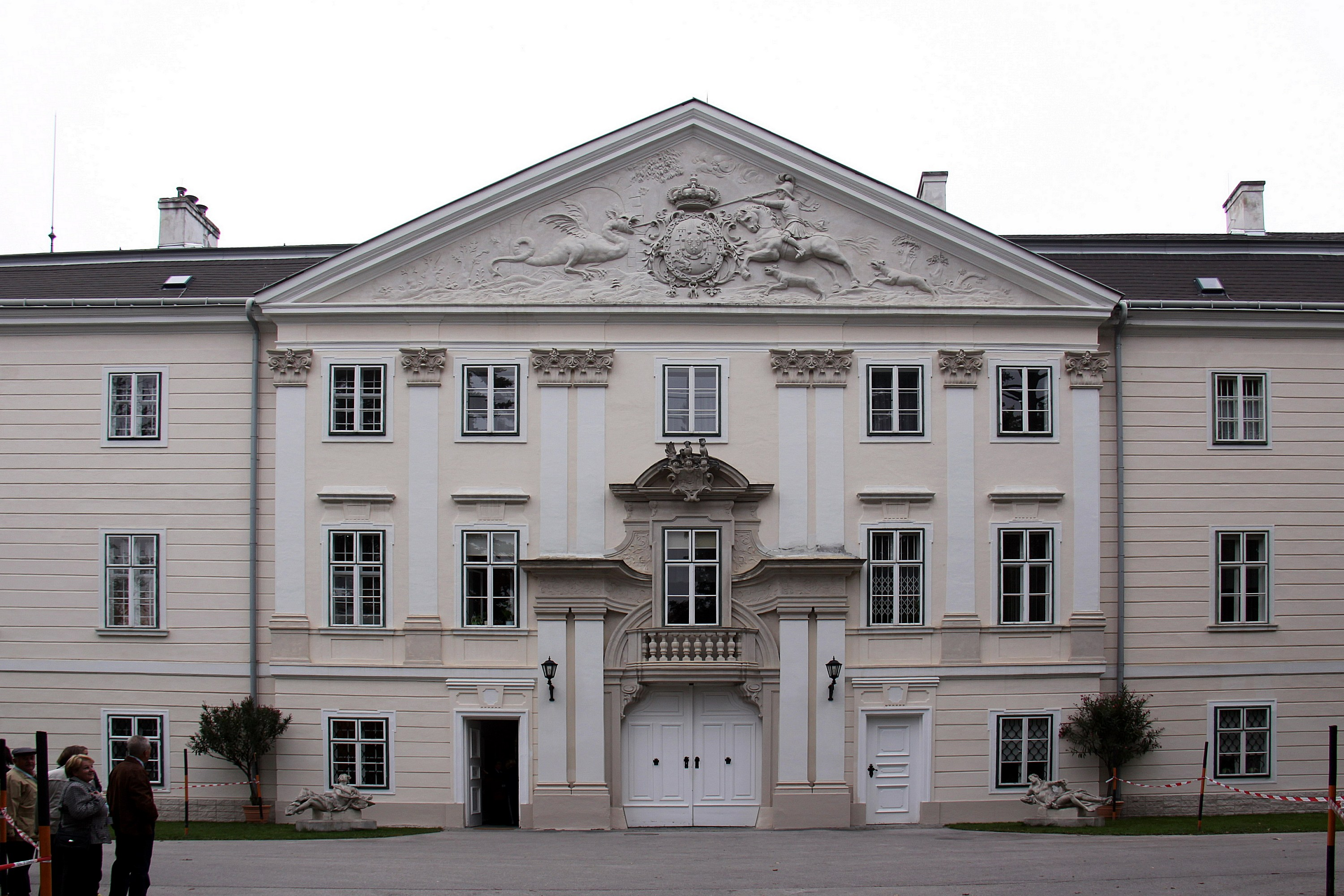
A schwarzaui kastély

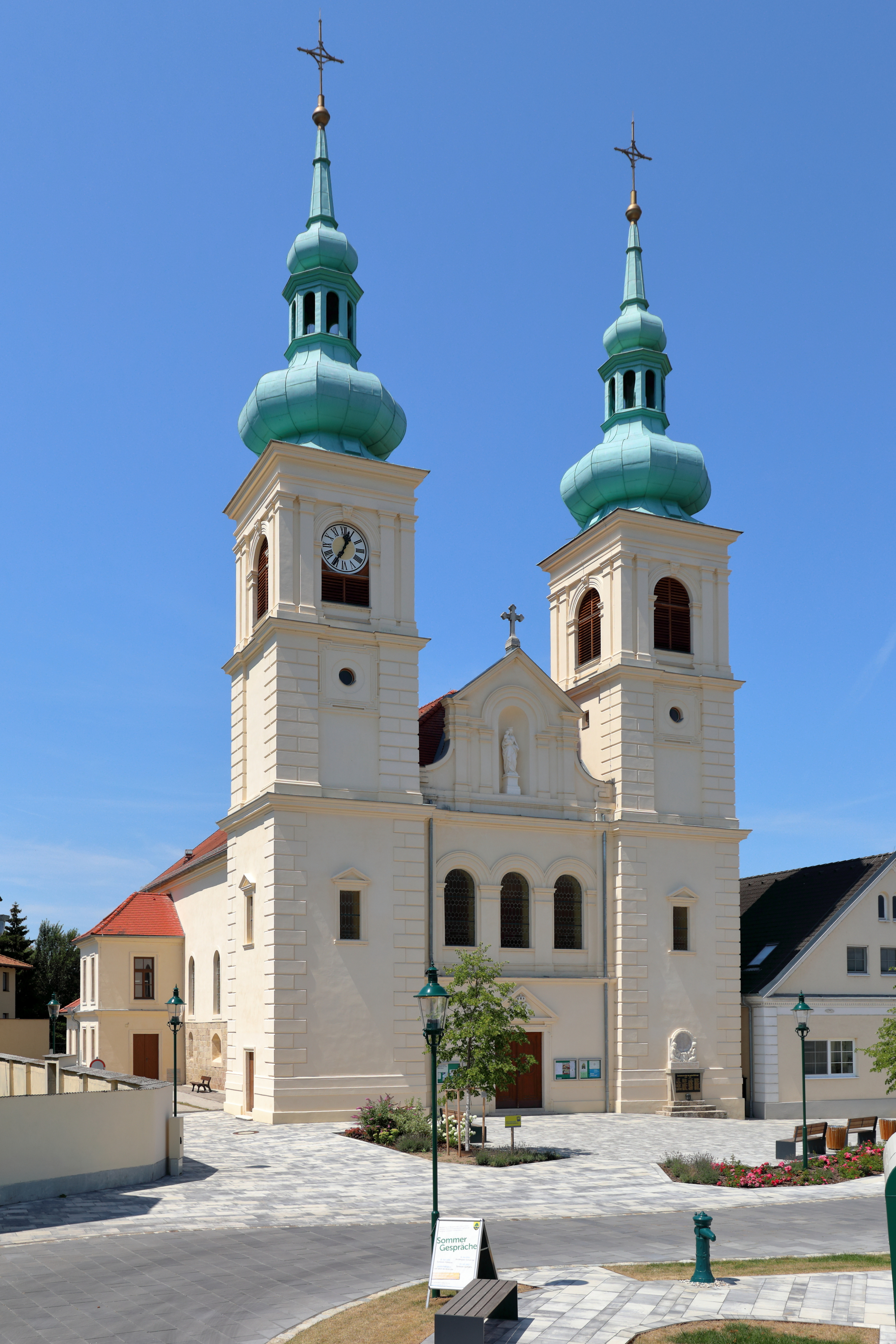
A Keresztelő Szt. János-plébániatemplom

Schwarzau am Steinfeld Alsó-Ausztria Industrieviertel régiójában fekszik a Bucklige Welt dombságának északi határán, a Schwarza folyó mentén. Területének 25,9%-a erdő. Az önkormányzat 3 településrészt, illetve falut egyesít: Föhrenau (492 lakos 2019-ben), Guntrams (133) és Schwarzau am Steinfeld (1391).  
A környező önkormányzatok: délre Pitten és Seebenstein, délnyugatra Natschbach-Loipersbach, nyugatra Breitenau, északra Bécsújhely, keletre Lanzenkirchen, délkeletre Bad Erlach. 

## Története
Schwarzaut először 863-ban említik "Suarzaha" néven. 1058-ban a neve "Guzbretdesdorf", ekkor IV. Henrik császár adományozott tíz itteni jobbágycsaládot palotagrófjának (aki 1073-ban a bajorországi rotti apátságnak ajándékozta őket). 1083-1094-ben Luizimannsdorf, 1251-ben pedig Swarza néven szerepel a település az oklevelekben. Ezután egészen 1620-ig minden információ hiányzik a faluról, feltehetően a plébániát elpusztító tűz következtében.
A schwarzaui kastélyt Johann Wilhelm von Wurmbrand-Stuppach, a császári udvarbíróság elnöke építtette 1697-ben. Az 1848-as bécsi forradalmat követően felszámolták a feudális birtokrendszert és 1850-ben megalakult a schwarzaui községi önkormányzat. Ekkor a falunak 472 lakója volt. 1890-ben I. Ferenc József látogatást tett Schwarzauban. 1889-ben a pármai herceg vásárolta meg a kastélyt. 1911-ben a kastélyban tartották meg Károly Ferenc főherceg (a leendő I. Károly császár) és Pármai-Bourbon Zita esküvőjét, az eseményen a császár is jelen volt. 1951-ben Elias von Parma herceg eladta az épületet az osztrák igazságügyminisztériumnak, amely női fogházat rendezett be benne.      

## Lakosság
A Schwarzau am Steinfeld-i önkormányzat területén 2019 januárjában 2016 fő élt. A lakosságszám 1981 óta gyarapodó tendenciát mutat. 2017-ben a helybeliek 93,7%-a volt osztrák állampolgár; a külföldiek közül 0,6% a régi (2004 előtti), 3,3% az új EU-tagállamokból érkezett. 1% a volt Jugoszlávia (Szlovénia és Horvátország nélkül) vagy Törökország, 1,4% egyéb országok polgára volt. 2001-ben a lakosok 80,5%-a római katolikusnak, 2,7% evangélikusnak, 2,7% mohamedánnak, 11,7% pedig felekezeten kívülinek vallotta magát. Ugyanekkor 4 magyar élt a községben; a legnagyobb nemzetiségi csoportot a német (95,5%) mellett a törökök alkották 1,5%-kal.  
A lakosság számának változása:

| 2016 | 1 894 |
| 2018 | 1 924 |

## Látnivalók
- a schwarzaui kastély, ma női fogház
- a Keresztelő Szt. János-plébániatemplom eredetileg késő román stílusú volt, 1865-ben teljesen átépítették

## Fordítás
- Ez a szócikk részben vagy egészben  a   Schwarzau am Steinfeld című német Wikipédia-szócikk ezen változatának fordításán alapul.  Az eredeti cikk szerkesztőit annak laptörténete sorolja fel. Ez a jelzés csupán a megfogalmazás eredetét és a szerzői jogokat jelzi, nem szolgál a cikkben szereplő információk forrásmegjelöléseként.